# 南揚克頓 (內布拉斯加州)
南揚克頓（英語：South Yankton）是位於美國內布拉斯加州錫達縣的非建制地區。

## 地理
南揚克頓所處的海拔為高於海平面358米（即1175英呎），而該地所採用的時區為UTC-6，即北美中部时区（CST）。同時該地設有夏令時間，為UTC-6調快一小時，即UTC-5（CDT）。